# Copa Libertadores Sub-20 de 2012
La Copa Libertadores Sub-20 de 2012 fue la segunda edición de este torneo internacional oficial organizado por la Conmebol en la categoría Sub-20. La competición tuvo, nuevamente, como sede a la ciudad de Lima, capital del Perú, y contó con la participación de 16 equipos representando a los países que conforman CONMEBOL (Argentina, Bolivia, Brasil, Chile, Colombia, Ecuador, Paraguay, Perú, Uruguay y Venezuela), más la participación por segundo año consecutivo de un equipo de la CONCACAF (nuevamente México), y, por primera vez, de un equipo invitado de la UEFA (España).
El torneo se desarrolló entre el  15 de junio y el 1 de julio de 2012, bajo el auspicio de la empresa Movistar y con la colaboración de la Federación Peruana de Fútbol que fue designada por la Conmebol como Comité Organizador Local.
La competición se dividió en cuatro etapas: fase de grupos, cuartos de final, semifinal y final. Los dieciséis equipos participantes se dividieron en cuatro grupos, clasificando a la siguiente etapa los dos primeros de cada grupo. En las instancias de eliminación directa, los encuentros que concluyeron igualados tras los 90 minutos de juego se definieron por penales.

## Equipos participantes
| País                           | Equipo                                      | Vía de clasificación |
| ------------------------------ | ------------------------------------------- | --- |
| Argentina 2 cupos              | Boca Juniors River Plate                    | Subcampeón de la Copa Libertadores Sub-20 de 2011 Invitado                                                                                       |
| Bolivia 1 cupo                 | Blooming                                    | Campeón del Torneo Nacional Sub-20 |
| Brasil 2 cupos                 | Corinthians América Mineiro                 | Campeón de la Copa São Paulo de Fútbol Junior de 2012 (Sub-18) Campeón del Campeonato Brasileño de Fútbol Sub-20 2011                            |
| Chile 1 cupo                   | Unión Española                              | Campeón Nacional Fútbol Joven ANFP Sub-19 |
| Colombia 1 cupo                | Junior                                      | Campeón del Torneo Sub-20 2011 |
| Ecuador 1 cupo                 | Independiente José Terán                    | Campeón del Torneo Sub-18 "A" |
| España 1 cupo                  | Atlético de Madrid                          | Invitado |
| México 1 cupo                  | América                                     | Campeón Torneo Clausura Sub-20 2012 |
| Paraguay 1 cupo                | Cerro Porteño                               | Campeón Absoluto 2011 |
| Perú 2 cupos + campeón vigente | Universitario Alianza Lima Sporting Cristal | Campeón de la Copa Libertadores Sub-20 de 2011 Campeón del Torneo de Promoción y Reserva de 2011 Subcampeón de la Copa Federación Sub-18 de 2011 |
| Uruguay 1 cupo                 | Defensor Sporting                           | Campeón Anual Sub-19 de 2011 |
| Venezuela 1 cupo               | Real Esppor                                 | Campeón de la Serie Nacional Sub-20 |

## Sedes
Al igual que el año anterior, la Copa Libertadores Sub-20 se desarrolló íntegramente en la ciudad capital de Perú, Lima, la acción de la competición se dividió en los mismos dos estadios. Esta vez el estadio principal y sede de la final fue el Estadio Alejandro Villanueva, propiedad de Alianza Lima, el otro estadio fue el Monumental del Club Universitario.
| Perú                         |                    |
| Lima                         |                    |
| Estadio Alejandro Villanueva | Estadio Monumental |
| Capacidad: 33.938            | Capacidad: 80.093  |
| Estadio Alejandro Villanueva | Estadio Monumental |

## Primera fase
- Los horarios corresponden a la hora del Perú (UTC-5)

### Grupo A
| Equipo         | Pts | PJ | PG | PE | PP | GF | GC | DG |
| -------------- | --- | -- | -- | -- | -- | -- | -- | -- |
| Unión Española | 7   | 3  | 2  | 1  | 0  | 8  | 4  | +4 |
| Universitario  | 6   | 3  | 2  | 0  | 1  | 7  | 6  | +1 |
| América        | 4   | 3  | 1  | 1  | 1  | 6  | 4  | +2 |
| Real Esppor    | 0   | 3  | 0  | 0  | 3  | 1  | 8  | –7 |

| 15 de junio de 2012, 16:00 | Unión Española    | 1:1 (1:0) | América     | Estadio Monumental, Lima              |                                       |
|                            | Bustos 39' (pen.) |           | 60' Camacho | Árbitro(s): Néstor Pitana (Argentina) | Árbitro(s): Néstor Pitana (Argentina) |

| 15 de junio de 2012, 20:30 | Universitario              | 2:0 (1:0) | Real Esppor | Estadio Monumental, Lima          |                                   |
|                            | M. López 2' · Bejarano 70' |           |             | Árbitro(s): Sandro Ricci (Brasil) | Árbitro(s): Sandro Ricci (Brasil) |

| 17 de junio de 2012, 18:30 | Universitario             | 2:4 (0:1) | Unión Española                                   | Estadio Monumental, Lima              |                                       |
|                            | Camino 60' · Arnillas 83' |           | 37' Gattas · 51' 77' Bustos · 68' (a.g.) Otárola | Árbitro(s): Ulises Mereles (Paraguay) | Árbitro(s): Ulises Mereles (Paraguay) |

| 18 de junio de 2012, 16:00 | Real Esppor | 0:3 (0:1) | América                      | Estadio Alejandro Villanueva, Lima |                                  |
|                            |             |           | 44' 77' Zúñiga · 81' Cordero | Árbitro(s): Diego Lara (Ecuador)   | Árbitro(s): Diego Lara (Ecuador) |

| 21 de junio de 2012, 18:15 | Real Esppor | 1:3 (0:3) | Unión Española     | Estadio Monumental, Lima          |                                   |
|                            | Jiménez 69' |           | 18' 25' 39' Gattas | Árbitro(s): José Jordán (Bolivia) | Árbitro(s): José Jordán (Bolivia) |

| 21 de junio de 2012, 20:30 | Universitario                       | 3:2 (2:1) | América               | Estadio Monumental, Lima              |                                       |
|                            | Tajima 16' · Rey 21' · Bejarano 77' |           | 37' 47' (pen.) Zúñiga | Árbitro(s): Ulises Mereles (Paraguay) | Árbitro(s): Ulises Mereles (Paraguay) |

### Grupo B
| Equipo                   | Pts | PJ | PG | PE | PP | GF | GC | DG |
| ------------------------ | --- | -- | -- | -- | -- | -- | -- | -- |
| Defensor Sporting        | 7   | 3  | 2  | 1  | 0  | 6  | 1  | +5 |
| Alianza Lima             | 6   | 3  | 2  | 0  | 1  | 8  | 6  | +2 |
| Independiente José Terán | 3   | 3  | 1  | 0  | 2  | 3  | 4  | –1 |
| Blooming                 | 1   | 3  | 0  | 1  | 2  | 1  | 7  | –6 |

| 15 de junio de 2012, 18:15 | Independiente José Terán | 0:1 (0:1) | Defensor Sporting | Estadio Monumental, Lima          |                                   |
|                            |                          |           | 7' Pírez          | Árbitro(s): Henry Gambetta (Perú) | Árbitro(s): Henry Gambetta (Perú) |

| 16 de junio de 2012, 18:30 | Alianza Lima                                                | 5:0 (3:0) | Blooming | Estadio Alejandro Villanueva, Lima  |                                     |
|                            | Cuba 12' · Mesta 33' · Ponce 44' 55' (pen.) · Cartagena 48' |           |          | Árbitro(s): Adrián Vélez (Colombia) | Árbitro(s): Adrián Vélez (Colombia) |

| 18 de junio de 2012, 18:15 | Blooming | 0:0 | Defensor Sporting | Estadio Alejandro Villanueva, Lima   |  |
|                            |          |     |                   | Árbitro(s): Miguel Santiváñez (Perú) |  |

| 18 de junio de 2012, 20:30 | Alianza Lima | 2:1 (0:1) | Independiente José Terán | Estadio Alejandro Villanueva, Lima |                                   |
|                            | Cuba 58' 86' |           | 17' Sornoza              | Árbitro(s): José Jordán (Bolivia)  | Árbitro(s): José Jordán (Bolivia) |

| 22 de junio de 2012, 16:00 | Blooming  | 1:2 (0:1) | Independiente José Terán   | Estadio Alejandro Villanueva, Lima   |                                      |
|                            | Pinto 61' |           | 30' Morales · 47' Asprilla | Árbitro(s): Miguel Santiváñez (Perú) | Árbitro(s): Miguel Santiváñez (Perú) |

| 22 de junio de 2012, 20:30 | Alianza Lima | 1:5 (0:3) | Defensor Sporting                                                  | Estadio Alejandro Villanueva, Lima  |                                     |
|                            | Guerrero 63' | Reporte   | 7' Platero · 14' 79' Gutiérrez · 45' De Arrascaeta · 89' Fernández | Árbitro(s): Adrián Vélez (Colombia) | Árbitro(s): Adrián Vélez (Colombia) |

### Grupo C
| Equipo           | Pts | PJ | PG | PE | PP | GF | GC | DG |
| ---------------- | --- | -- | -- | -- | -- | -- | -- | -- |
| Cerro Porteño    | 7   | 3  | 2  | 1  | 0  | 6  | 3  | +3 |
| América Mineiro  | 7   | 3  | 2  | 1  | 0  | 6  | 4  | +2 |
| Boca Juniors     | 3   | 3  | 1  | 0  | 2  | 6  | 5  | +1 |
| Sporting Cristal | 0   | 3  | 0  | 0  | 3  | 2  | 8  | –6 |

| 16 de junio de 2012, 14:00 | Sporting Cristal | 1:3 (0:0) | Cerro Porteño                                      | Estadio Alejandro Villanueva, Lima     |                                        |
|                            | Adrianzén 51'    |           | 64' Ó. Romero · 88' (pen.) Serna · 90+3' E. García | Árbitro(s): Daniel Fedorczuk (Uruguay) | Árbitro(s): Daniel Fedorczuk (Uruguay) |

| 16 de junio de 2012, 16:15 | Boca Juniors            | 2:3 (1:0) | América Mineiro                    | Estadio Alejandro Villanueva, Lima       |                                          |
|                            | Guerra 24' · Suárez 49' |           | 55' 59' (pen.) Patrick · 84' Silas | Árbitro(s): Marlon Escalante (Venezuela) | Árbitro(s): Marlon Escalante (Venezuela) |

| 19 de junio de 2012, 16:00 | América Mineiro | 1:1 (0:0) | Cerro Porteño | Estadio Alejandro Villanueva, Lima |                                    |
|                            | Soares 76'      |           | 87' Almirón   | Árbitro(s): Julio Bascuñán (Chile) | Árbitro(s): Julio Bascuñán (Chile) |

| 19 de junio de 2012, 20:30 | Boca Juniors                    | 3:0 (2:0) | Sporting Cristal | Estadio Alejandro Villanueva, Lima |                                   |
|                            | Guerra 32' 45+1' · Palacios 60' |           |                  | Árbitro(s): Sandro Ricci (Brasil)  | Árbitro(s): Sandro Ricci (Brasil) |

| 22 de junio de 2012, 18:15 | Boca Juniors | 1:2 (0:0) | Cerro Porteño            | Estadio Alejandro Villanueva, Lima |                                   |
|                            | Guerra 59'   |           | 67' Godoy · 69' Balbuena | Árbitro(s): Henry Gambetta (Perú)  | Árbitro(s): Henry Gambetta (Perú) |

| 23 de junio de 2012, 18:30 | América Mineiro         | 2:1 (0:0) | Sporting Cristal | Estadio Monumental, Lima         |                                  |
|                            | Patrick 51' · Silas 66' |           | 87' Adrianzén    | Árbitro(s): Diego Lara (Ecuador) | Árbitro(s): Diego Lara (Ecuador) |

### Grupo D
| Equipo             | Pts | PJ | PG | PE | PP | GF | GC | DG |
| ------------------ | --- | -- | -- | -- | -- | -- | -- | -- |
| River Plate        | 7   | 3  | 2  | 1  | 0  | 8  | 2  | +6 |
| Corinthians        | 5   | 3  | 1  | 2  | 0  | 5  | 3  | +2 |
| Junior             | 3   | 3  | 1  | 0  | 2  | 4  | 9  | –5 |
| Atlético de Madrid | 1   | 3  | 0  | 1  | 2  | 5  | 8  | –3 |

| 17 de junio de 2012, 14:00 | Atlético de Madrid | 1:2 (0:0) | River Plate              | Estadio Monumental, Lima          |                                   |
|                            | Kader 90+2'        | Reporte   | 61' Cazares · 89' Solari | Árbitro(s): Henry Gambetta (Perú) | Árbitro(s): Henry Gambetta (Perú) |

| 17 de junio de 2012, 16:15 | Corinthians                  | 2:0 (0:0) | Junior | Estadio Monumental, Lima           |                                    |
|                            | Michael 49' · Jean Natal 73' |           |        | Árbitro(s): Julio Bascuñán (Chile) | Árbitro(s): Julio Bascuñán (Chile) |

| 19 de junio de 2012, 18:15 | Corinthians                | 2:2 (0:1) | Atlético de Madrid                    | Estadio Alejandro Villanueva, Lima    |                                       |
|                            | Rodinei 82' · Paulinho 83' |           | 41' (a.g.) Yago · 54' (pen.) Domenech | Árbitro(s): Néstor Pitana (Argentina) | Árbitro(s): Néstor Pitana (Argentina) |

| 21 de junio de 2012, 16:00 | Junior | 0:5 (0:1) | River Plate                                  | Estadio Monumental, Lima               |                                        |
|                            |        | Reporte   | 33' 83' Cazares · 79' Denot · 90' 90+2' Vila | Árbitro(s): Daniel Fedorczuk (Uruguay) | Árbitro(s): Daniel Fedorczuk (Uruguay) |

| 23 de junio de 2012, 14:00 | Corinthians  | 1:1 (1:0) | River Plate | Estadio Monumental, Lima           |                                    |
|                            | Paulinho 29' |           | 89' Aguirre | Árbitro(s): Julio Bascuñán (Chile) | Árbitro(s): Julio Bascuñán (Chile) |

| 23 de junio de 2012, 16:15 | Junior                                                      | 4:2 (1:2) | Atlético de Madrid    | Estadio Monumental, Lima                 |                                          |
|                            | Orozco 6' · Escalante 49' · Abián 57' (a.g.) · Martínez 63' |           | 29' Kader · 31' Abián | Árbitro(s): Marlon Escalante (Venezuela) | Árbitro(s): Marlon Escalante (Venezuela) |

## Segunda fase
|  | Cuartos de final  | Cuartos de final  |                   |             | Semifinales            | Semifinales            |  |  | Final      | Final |
|  |                   |                   |                   |             |                        |                        |  |  |            |       |
|  | 25 de junio       |                   |                   |             |                        |                        |  |  |            |       |
|  |                   |                   |                   |             |                        |                        |  |  |            |       |
|  | Unión Española    | 1 (4)             |                   |             |                        |                        |  |  |            |       |
|  | Unión Española    | 1 (4)             | 28 de junio       |             |                        |                        |  |  |            |       |
|  | Alianza Lima      | 1 (2)             |                   |             |                        |                        |  |  |            |       |
|  | Alianza Lima      | 1 (2)             | Unión Española    | 1 (1)       |                        |                        |  |  |            |       |
|  | 25 de junio       |                   | Unión Española    | 1 (1)       |                        |                        |  |  |            |       |
|  |                   | Defensor Sporting | 1 (3)             |             |                        |                        |  |  |            |       |
|  | Universitario     | Defensor Sporting | 1 (3)             | 0 (2)       |                        |                        |  |  |            |       |
|  | Universitario     |                   | 1 de julio        | 0 (2)       |                        |                        |  |  |            |       |
|  | Defensor Sporting | 0 (4)             |                   |             |                        |                        |  |  |            |       |
|  | Defensor Sporting | 0 (4)             | Defensor Sporting | 0           |                        |                        |  |  |            |       |
|  | 26 de junio       |                   | Defensor Sporting | 0           |                        |                        |  |  |            |       |
|  |                   | River Plate       | 1                 |             |                        |                        |  |  |            |       |
|  | Cerro Porteño     | River Plate       | 1                 | 0 (1)       |                        |                        |  |  |            |       |
|  | Cerro Porteño     | 28 de junio       |                   | 0 (1)       |                        |                        |  |  |            |       |
|  | Corinthians       | 0 (4)             |                   |             |                        |                        |  |  |            |       |
|  | Corinthians       | 0 (4)             | Corinthians       | 0           | Tercer y cuarto puesto | Tercer y cuarto puesto |  |  |            |       |
|  | 26 de junio       |                   | Corinthians       | 0           | Tercer y cuarto puesto | Tercer y cuarto puesto |  |  |            |       |
|  |                   | River Plate       | 2                 |             |                        |                        |  |  |            |       |
|  | América Mineiro   | River Plate       | 2                 | 0 (5)       | Unión Española         | 1                      |  |  |            |       |
|  | América Mineiro   |                   |                   | 0 (5)       | Unión Española         | 1                      |  |  |            |       |
|  | River Plate       | 0 (6)             |                   | Corinthians | 2                      |                        |  |  |            |       |
|  | River Plate       | 0 (6)             |                   |             | 2                      |                        |  |  |            |       |
|  |                   |                   |                   |             |                        |                        |  |  | 1 de julio |       |
|  |                   |                   |                   |             |                        |                        |  |  |            |       |

### Cuartos de final
| 25 de junio de 2012, 17:30 | Unión Española                         | 1:1 (0:1) (4:2 p.)         | Alianza Lima                         | Estadio Monumental, Lima               |                                        |
|                            | Bustos 73'                             |                            | 13' Cartagena                        | Árbitro(s): Daniel Fedorczuk (Uruguay) | Árbitro(s): Daniel Fedorczuk (Uruguay) |
|                            |                                        | Tiros desde el punto penal |                                      |                                        |                                        |
|                            | Larenas · Gattas · Saavedra · Donadell |                            | Aparicio · Guerrero · Cuba · Vidales |                                        |                                        |

| 25 de junio de 2012, 20:15 | Universitario                              | 0:0 (2:4 p.)               | Defensor Sporting                         | Estadio Monumental, Lima                 |  |
|                            |                                            |                            |                                           | Árbitro(s): Marlon Escalante (Venezuela) |  |
|                            |                                            | Tiros desde el punto penal |                                           |                                          |  |
|                            | Goyoneche · Arnillas · M. López · Gonzales |                            | Malvino · Zeballos · Gutiérrez · Foliados |                                          |  |

| 26 de junio de 2012, 17:30 | Cerro Porteño                 | 0:0 (1:4 p.)               | Corinthians                       | Estadio Alejandro Villanueva, Lima  |  |
|                            |                               |                            |                                   | Árbitro(s): Adrián Vélez (Colombia) |  |
|                            |                               | Tiros desde el punto penal |                                   |                                     |  |
|                            | Serna · E. García · A. Romero |                            | Denner · Jean Natal · Nick · Cris |                                     |  |

| 26 de junio de 2012, 19:45 | América Mineiro                                                    | 0:0 (5:6 p.)               | River Plate                                                        | Estadio Alejandro Villanueva, Lima    |                                       |
|                            |                                                                    | Reporte                    |                                                                    | Árbitro(s): Ulises Mereles (Paraguay) | Árbitro(s): Ulises Mereles (Paraguay) |
|                            |                                                                    | Tiros desde el punto penal |                                                                    |                                       |                                       |
|                            | Patrick · China · Junior Lemos · Vitinho · Anderson · Bené · Bruno |                            | Servio · Denot · Martínez · Kranevitter · Cazares · Garate · Gómez |                                       |                                       |

### Semifinales
| 28 de junio de 2012, 16:00 | Unión Española                         | 1:1 (0:1) (1:3 p.)         | Defensor Sporting              | Estadio Monumental, Lima              |                                       |
|                            | Gattas 59'                             |                            | 45' De Arrascaeta              | Árbitro(s): Ulises Mereles (Paraguay) | Árbitro(s): Ulises Mereles (Paraguay) |
|                            |                                        | Tiros desde el punto penal |                                |                                       |                                       |
|                            | Larenas · Gattas · Saavedra · Donadell |                            | Malvino · Zeballos · Gutiérrez |                                       |                                       |

| 28 de junio de 2012, 18:15 | Corinthians | 0:2 (0:2) | River Plate             | Estadio Monumental, Lima         |                                  |
|                            |             |           | 21' Cazares · 34' Gómez | Árbitro(s): Diego Lara (Ecuador) | Árbitro(s): Diego Lara (Ecuador) |

### Tercer lugar
| 1 de julio de 2012, 15:45 | Unión Española | 1:2 (1:0) | Corinthians                | Estadio Alejandro Villanueva, Lima |                                   |
|                           | Gattas 31'     | Reporte   | 56' Fernando · 88' Edilson | Árbitro(s): José Jordán (Bolivia)  | Árbitro(s): José Jordán (Bolivia) |

### Final
| 1 de julio de 2012, 18:00 | Defensor Sporting | 0:1 (0:0) | River Plate | Estadio Alejandro Villanueva, Lima |                                   |
|                           |                   |           | 50' Solari  | Árbitro(s): Henry Gambetta (Perú)  | Árbitro(s): Henry Gambetta (Perú) |

|                                 |
| Bandera de Argentina            |
| Campeón River Plate 1.er título |

## Goleadores
| Jugador        | Equipo          | Goles |
| -------------- | --------------- | ----- |
| Rodrigo Gattas | Unión Española  | 6     |
| Martín Zúñiga  | América         | 4     |
| Juan Cazares   | River Plate     | 4     |
| Gabriel Guerra | Boca Juniors    | 4     |
| Rodrigo Cuba   | Alianza Lima    | 3     |
| Patrick        | América Mineiro | 3     |

## Estadísticas finales
| Equipo | Equipo                  | Pts | PJ | PG | PE | PP | GF | GC | Dif | Rend. |
| ------ | ----------------------- | --- | -- | -- | -- | -- | -- | -- | --- | ----- |
| 1      | River Plate             | 14  | 6  | 4  | 2  | 0  | 11 | 2  | +9  | 77,8% |
| 2      | Defensor Sporting       | 9   | 6  | 2  | 3  | 1  | 7  | 3  | +4  | 50,0% |
| 3      | Corinthians             | 9   | 6  | 2  | 3  | 1  | 7  | 6  | +1  | 50,0% |
| 4      | Unión Española          | 9   | 6  | 2  | 3  | 1  | 11 | 8  | +3  | 50,0% |
| 5      | Cerro Porteño           | 8   | 4  | 2  | 2  | 0  | 6  | 3  | +3  | 66,7% |
| 6      | América Mineiro         | 8   | 4  | 2  | 2  | 0  | 6  | 4  | +2  | 66,7% |
| 7      | Alianza Lima            | 7   | 4  | 2  | 1  | 1  | 9  | 7  | +2  | 58,3% |
| 8      | Universitario           | 7   | 4  | 2  | 1  | 1  | 7  | 6  | +1  | 58,3% |
| 9      | América                 | 4   | 3  | 1  | 1  | 1  | 6  | 4  | +2  | 44,4% |
| 10     | Boca Juniors            | 3   | 3  | 1  | 0  | 2  | 6  | 5  | +1  | 33,3% |
| 11     | Independiente del Valle | 3   | 3  | 1  | 0  | 2  | 3  | 4  | –1  | 33,3% |
| 12     | Junior                  | 3   | 3  | 1  | 0  | 2  | 4  | 9  | –5  | 33,3% |
| 13     | Atlético de Madrid      | 1   | 3  | 0  | 1  | 2  | 5  | 8  | –3  | 11,1% |
| 14     | Blooming                | 1   | 3  | 0  | 1  | 2  | 1  | 7  | –6  | 11,1% |
| 15     | Sporting Cristal        | 0   | 3  | 0  | 0  | 3  | 2  | 8  | –6  | 00,0% |
| 16     | Real Esppor             | 0   | 3  | 0  | 0  | 3  | 1  | 8  | –7  | 00,0% |